# Scelotrichia asgiriskanda
Scelotrichia asgiriskanda är en nattsländeart som först beskrevs av Schmid 1958.  Scelotrichia asgiriskanda ingår i släktet Scelotrichia och familjen smånattsländor. Inga underarter finns listade i Catalogue of Life.